# Криобиология
Криобиология (от гръцкото крио, „студ“) е клон на биологията, който се занимава с изследването на биомолекули, клетки, тъкани, организми и тяхното развитие при ниски и крайнониски температури на околната среда.
Основните задачи на специалистите, работещи в тази област са:
- изучаване на промените в живата материя и механизмите на анабиоза при свръхниски температури.
- изучаване на приспособителните механизми на генетичния материал при свръхниски температури и имунния отговор на тези условия.
- изучаване на щетите които оказват свръх ниските температури върху живата материя.
- откриване на високо ефективни методи за силно охлаждане, замразяване, съхранение, сушене и концетриране на разтвори.

По същество криобиологията е свързана със силно охлаждане на живата материя. Това охлаждане е резултат от интензивен топлообмен между живата структура и околната среда. Тук дейността на учените е допълнително възпрепятствана от редица причини като:
- нееднородността на живата материя; тази нееднородност се крие в ралзичието както от структурна, така и от морфологична гледна точка. Тези различия се обособяват в резултат на сложните клетъчни структури и пространственото разделяне на редица процеси в клетката и водят до поява на силно ра зличаващи се топлинни коефициенти в различните части от разглежданата тъкан.
- постоянните екзотермични процеси, които протичат в живата материя.

Цялостното поведение на организма зависи от метаболизма. Той се осъществява с помощта на редица ензими, вплетени в сложни цикли. Тези цикли са взаимно обвързани и липсата на един-единствен ензим може да доведе до сериозни отклонения в цялосното поведение на организма. Ето защо влиянието на ниските температури върху действието на ензимите е изключително важно. Установено е, че при организмите с постоянна температура на тялото понижение на телесната температура от порядъка на 10 – 20 С° води до преустановяване на ензимната активност и има пагубен ефект. В същото време едно студенокръвно животно може да преживее тези условия със завидна лекота. Причината за този факт е, че при постепенно понижение на температурата около клетките на студенокръвните животни се образува ледена кристалационна обвивка. При тези условия студенокръвните животни съумяват частично да се дехидратират; по този начин цитоплазмата в техните клетки се концентрира, което води до понижение на температурата и на замръзване. Резултатът от това е, че дори при ниски температури в клетките на студенокръвните животни протичат, макар и в пъти по-бавни от нормалното, метаболитни процеси. Възниква въпросът каква е причината при ниски температури ензимите да преустановяват своята дейност?
Отговорът е прост – ензимите са белтъчни молекули с 3-чна и 4-чна структура. Вследствие на неблагоприятните условия тези структури се развалят и белтъците се денатурират. В това си състояние те не са способни да извършват биологичните си функции. Установено е, че различните белтъци имат различна устойчивост към ниските температури. Така например по-устойчиви са нискомолекулните ензими с 3-чна структура. Оказва се например, че липазата и трипсинът са значително стабилни и активни при минусови температури. Миозинът в мускулите остава активен при -18 С°. Установено е, че ензимите в лизозомите и митоходриите са едни от най-издръжливите на минусови температури.
Други структури, които са силно зависими от температурата са мембраните. Оказва се, че мембраните на
митохондриите и лизозомите са значително по-устойчиви на ниски температури от ядрените мембрани.